# George Albert Llano
Jorge Alberto Cecilio Pérez y Llano ( 22 de noviembre de 1911-9 de febrero de 2003) fue un profesor, botánico, liquenólogo y micólogo cubano, afincado y nacionalizado en EE. UU.
Realizó sus estudios de bachillerato en la Cornell University, recibiendo un B.S. en 1955. En 1939 obtiene su M.A. en la Universidad de Columbia; y su Doctorado en Botánica en la Washington University en S. Louis en 1949.
De 1935 a 1937 fue biólogo del USDA, en el "Servicio de Conservación de Suelos", en Nueva York. En 1940 enseña en el "Pennsylvania Military College", para pasar a Harvard en 1943, y a la "Washington University" de 1946 a 1948.
En junio de 1948, ingresa en el equipo del "Museo Nacional de Estados Unidos" (USNM), Departamento de Botánica, como curador asociado en la "División de Criptógamas".
En febrero de 1951, deja el USNM para ser profesor asociado de Botánica en la "Base de la Fuerza Aérea Maxwell".
En 1971, es programador de la "Oficina de Biología y Medicina Polar en la "National Science Foundation", hasta su retiro. En ese periodo se especializó en biología polar, con énfasis en el aprovechamiento económico de los líquenes.

## Algunas publicaciones
- "Utilization of Lichens in the Arctic and Subarctic.
- 2002. Airmen Against the Sea: An Analysis of Sea Survival Experiences. University Press of the Pacific. 113 pp. ISBN 1-4102-0397-2

### Libros
- 1977. Adaptations within antarctic ecosystems: proceedings of the Third SCAR Symposium on Antarctic Biology. Ed. Smithsonian Institution. 1.252 pp. ISBN 0872010007

- 1975. Sharks: Attacks on Man. Ed. Grosset & Dunlap. 190 pp. ISBN 0448135000

- 1972. Antarctic terrestrial biology. Vol. 20 de Antarctic research series. Ed. American Geophysical Union. 322 pp.

- 1967. Biology of the Antarctic Seas III. Vol. 11 de Antarctic research series. Ed. American Geophysical Union. 261 pp. en línea

- 1950. A monograph of the lichen family Umbilicariaceae in the Western Hemisphere. Ed. Office of Naval Research, Dept. of the Navy. 281 pp.

- 1949. A monograph of the family Umbilicariaceae in the Western Hemisphere. Ed. Washington Univ. 1.052 pp.

- La abreviatura «Llano» se emplea para indicar a George Albert Llano como autoridad en la descripción y clasificación científica de los vegetales.[1]